# Jacarilla
Jacarilla – gmina w Hiszpanii, w prowincji Alicante, we wspólnocie autonomicznej Walencja, o powierzchni 12,2 km². W 2011 roku liczyła 2076 mieszkańców.